# Idaea euclasta
Idaea euclasta là một loài bướm đêm trong họ Geometridae.